# Лонгстрит (Луизијана)
Лонгстрит (енгл. Longstreet) град је у америчкој савезној држави Луизијана.

## Демографија
По попису из 2010. године број становника је 157, што је 6 (-3,7%) становника мање него 2000. године.
| Група             | 2000.       | 2010.       |
| Белци             | 138 (84,7%) | 120 (76,4%) |
| Афроамериканци    | 18 (11,0%)  | 34 (21,7%)  |
| Азијати           | 0 (0,0%)    | 0 (0,0%)    |
| Хиспаноамериканци | 1 (0,6%)    | 0 (0,0%)    |
| Укупно            | 163         | 157         |